# Por la libre
Por la libre es una película mexicana del año 2000 dirigida por Juan Carlos de Llaca. Está protagonizada por Osvaldo Benavides y Rodrigo Cachero.

## Trama
A pesar de ser primos de más o menos la misma edad, Rocco y Rodrigo no se soportan. Lo único que los une es su afecto incondicional hacia su abuelo, don Rodrigo Carnicero, un médico nacido en España quien adora a sus nietos y se siente decepcionado de sus propios hijos. La muerte del abuelo y la promesa de arrojar sus cenizas al mar de Acapulco logrará unir a los dos jóvenes, quienes emprenderán un viaje que los hará descubrir que, después de todo, no son tan diferentes como creían.

## Reparto
- Osvaldo Benavides como Rocco
- Rodrigo Cachero como Rodrigo
- Ana de la Reguera como Maria
- Otto Sirgo como sr. Rodrigo
- Rosa María Bianchi como Raquel
- Pilar Ixquic Mata como Pureza
- Alejandro Tommasi como Luis
- Gina Morett como Perla
- Alexia Witt como Irina
- Emilio Cortés como Roger
- Héctor Ortega como Felipe
- Xavier Massé como Rodrigo Carnicero
- Ana Karla Kegel como Ana
- Elena Paola Kegel como Asunción
- Hugo Villa como Nico
- Ricardo Esquerra como Operarod del crematior